# God (John Lennon-låt)
God är en sång skriven och framförd av John Lennon. Den var med på Lennons första soloalbum, John Lennon/Plastic Ono Band, som utkom 1970. Låten var när den släpptes kontroversiell. Lennon sjunger om vad han tror är Gud och därefter vad han inte tror på. Han avslutar mittensektionen med att sjunga att han inte tror på Beatles utan på sig själv och Yoko. Låten avslutas med den klassiska raden "The dream is over" som torde referera till att Beatles hade splittras.

## Musiker
- John Lennon - Sång, piano.
- Billy Preston - Piano.
- Ringo Starr - Trummor.
- Klaus Voormann - Bas.